# L'illa del tresor (programa de televisió)
L'Illa del tresor fou un programa cultural que es va emetre pel Canal 33 (la segona cadena de la Corporació Catalana de Mitjans Audiovisuals, CCMA) entre els anys 1998 i 2007, al llarg de 124 programes, dirigida per Joan Barril i Joan Ollé, i amb guió de David Guzmán
Es tractava d'un programa eclèctic, molt allunyat dels estàndards de programes culturals, on els directors/conductors jugaven amb la broma, els equívocs i la irreverència.
Música, poesia, paraules, personatges, bons propòsits, observació del món (secció "Avui he vist"). És molt difícil definir aquest programa, que creà un univers propi, aïllat però càlid, distant però proper. Diferent de tot, però que va esdevenir un clàssic de la Televisió de Catalunya.
Actualment es pot veure al núvol: 3cat.